# Aechmea moorei
Espèce
Classification phylogénétique
Synonymes
- Platyaechmea moorei (H.E.Luther) L.B.Sm. & W.J.Kress

Aechmea moorei est une espèce de plantes à fleurs de la famille des Bromeliaceae qui se rencontre en Équateur et au Pérou.

## Synonymes
- Platyaechmea moorei (H.E.Luther) L.B.Sm. & W.J.Kress[1].

## Distribution
L'espèce se rencontre en Équateur et au Pérou.

## Description
L'espèce est épiphyte.